# Igor Poliakov
Igor Poliakov –en ruso, Игорь Поляков– (Moscú, 1 de agosto de 1912-Moscú, 16 de mayo de 2008) fue un deportista soviético que compitió en remo como timonel. Participó en los Juegos Olímpicos de Helsinki 1952, obteniendo una medalla de plata en la prueba de ocho con timonel.

## Palmarés internacional
| Juegos Olímpicos | Juegos Olímpicos     | Juegos Olímpicos | Juegos Olímpicos |
| Año              | Lugar                | Medalla          | Prueba           |
| ---------------- | -------------------- | ---------------- | ---------------- |
| 1952             | Helsinki (Finlandia) | Medalla de plata | Ocho con timonel |